# ザ・ゴリラ
『ザ・ゴリラ』は、『月刊コロコロコミック』1979年10月号から1982年12月号まで掲載された刑事漫画。作者は坂丘のぼる。タイトルには「アクション刑事」ないしは「スーパーアクション刑事」といったフレーズが添えられることもあった。

## 概要
凶悪犯罪に立ち向かう刑事の活躍を、ド派手なアクション重視のタッチで描いた漫画作品。城東署特捜班を舞台とする第1部と、影の警察隊「シャドウ」へ活躍の場を移す第2部で構成されている。
内容はバイオレンス度が高く、ほぼ毎回のように超凶悪犯人たちが銃弾の雨に倒れていた。開始当初は「野球賭博に巻き込まれた男の悲劇」や「私設軍隊による独善的な正義の暴走」「余命わずかな老警察犬の復讐」など児童漫画らしからぬ重いエピソードが続いていたが、徐々に『コロコロ』のカラーに合わせて作風が軟化。犯人を殺さずに決着を付けるケースが多くなり、主人公も犯人の急所を外し手足を撃つ事が大半となる。中盤以降は戦記物に徹した娯楽編や巨大ロボットとの攻防、さらにはギャグを見せることすらあった。しかし、ヒロインの殉職という展開を経て突入した第2部「シャドウ」編では最初期のハードな作劇が復活。最終回は全編バイオレンスにして、なおかつアンハッピー色の強い結末で幕を閉じた。
刑事漫画というジャンルで馴染み深い、フィクション作品である事を強調する注意書きは、掲載誌が児童誌であるため特に添えられていないが、ホロコーストを題材にした「40年目の一撃!!」（単行本未収録）というエピソードのみ、例外的に表記されている。本作に連動した特集記事の中では主人公の使用した拳銃やバイクの特集もしばしば見られ、単行本の巻末企画では初歩的な護身術も紹介されていた。
てんとう虫コミックスは2025年時点で6巻まで。なお、1982年5月号掲載の「消えた凶器!」およびビーナス殉職から最終回も含むシャドウ編の計7本分は単行本未収録である。

## 登場人物
姿 雄一（すがた ゆういち）
通称: ゴリラ
警視庁城東署凶悪犯罪特捜班刑事。昭和32年1月1日生まれ。身長185センチ、体重85キロ。警部補。英・仏・独・伊の4か国語に堪能。
柔道四段、剣道五段、空手示玄流免許皆伝、オリンピック射撃ゴールドメダル獲得者、全日本スケボーチャンピオン経験者。
正義感ある刑事だが、時として犯罪者を容赦なく射殺する一面を持つ。武道関係者の挨拶である「押忍」を「了解」の意で口にする癖がある。
第1話の着任時のみ白の半袖Tシャツにホルスター付きサスペンダーおよび白のジーンズ姿だったが、第2話から黒の半袖Tシャツ、第3話より防具の籠手を左腕へ装着するようになり、以降はこのスタイルを基本として捜査活動を行なうが、第18話から20話までの短期間のみスタジアムジャンパーを羽織り、雪山での活動時にはスキーウェアを着込むなど状況によって服装を変え、最終回では全身黒尽くめの革ツナギに身を包み最終決戦へ臨んだ。
愛用拳銃はコルト・シングルアクションアーミー→44マグナム。それ以外にも357パイソンやバントラインスペシャルなど、リボルバー・タイプを中心とした数々の銃器を状況に応じて使用する。44マグナムの二丁撃ちやホルスターに挿したまま銃を発砲する「バントラインスペシャルドロウ」、銃を逆手に持って小指でトリガーを引くなどの人間離れした射撃技術を持つ。中盤以降、射撃時に「ファイヤー!」と叫ぶ描写も多く見受けられた。
各種武術に精通し（「超波拳」という拳法使いの犯罪者を示玄流息吹・交差法によって下し捕縛している）身体能力も高く（ビルの壁をスケボーで直角に滑り降りたことがある）、戦技知識も豊富である（無人島に追い詰められた際、ナイフ一本から手製のブーメランを作り戦闘ヘリのテール・ローターを狙って撃墜したり、吊り橋に括り付けた手榴弾を撃ち、通過しようとした装甲車隊を壊滅させたこともある）。
「俺様に出来ないスポーツは無い」と豪語するだけあって運動神経はずば抜けており、劇中ではアルペンスキー、ローラースケート、ハンググライダーなどで存分に腕前を披露するのと同時に、逮捕術にも応用していた。また、学生時代は野球部に所属しており、甲子園初出場で初優勝という快挙も成し遂げている（姿のポジションはキャッチャー。投手としても超一流だが、当時のエースはその姿自身が「おれよりも凄い球を投げる」と振り返るほどの投手だったため）。
車やバイクといった運転技術に関しては国際レーシングA級ライセンスを保持しているが、劇中では「ブラックポルシェ」や「暴走ハンター」など、姿のテクニックを遥かに凌駕する凶悪犯の前に苦戦するケースが目立った。「パトロールポルシェ」や「特製ハーレーポリスバイク・ゴリラ1200」といった姿専用の特殊マシンも登場するが、いずれも短期間の内に損壊もしくは自然消滅という形で退場し、ノーマルタイプのバイクで行動することが多くなる。また、モータースポーツの知識には疎い模様で、星野一義や中嶋悟といった著名なレーサーの名を知らないという意外な一面がある。
手荒い捜査方法をめぐりマスコミから度々バッシングを受けるものの、本人は意に介さない。一般市民からも「暴力警官」として認知されてはいるが、時として追跡劇の最中に声援を送られるなど、捜査活動が好意的に受け止められることもある。
マンションに1人暮らしであることや早朝からのトレーニングメニュー消化以外、劇中でプライベートはほとんど描かれていないが、プロ野球観戦が趣味のひとつであることが語られており、贔屓の球団は西武ライオンズ（現：埼玉西武ライオンズ）らしい。
後述する城東署署長の事なかれ主義と相棒・森本（ビーナス）の殉職で刑事を辞職。とりわけ森本の死による精神的ダメージは大きく、一旦は海外での新生活を決意するも「骨の髄まで刑事」であることを実感し、警察の裏組織「シャドウ」に加入した。
最後は「シャドウ」の同僚、野上ジュンを殺された後、森本に続き愛する者を守れなかった悔恨から復讐を決意し、無差別テロバイク団を私刑により全員殺害。警察手帳を銃で撃ち抜き、満身創痍のままどこかへ去ってゆく。
森本 理代子（もりもと りよこ）
通称: ビーナス
姿（ゴリラ）の同僚にして相棒。
「ビーナス」の通称通り、外見は非常に美人なのだが、当初は「バイオレンスポリス」を自称し、捕らえた犯人の顔に何発もパンチを打ち込むほど男勝りの暴力的な警官として描かれ、犯罪者はおろか一般市民からも畏怖の対象であった。
着任直後の姿に対しては、その新米刑事（ただし前述の通り姿の階級は警部補）らしからぬ不遜な態度に何かとイラついており、犬猿の仲と言ってもよいほど一触即発状態が続いていたが、直後に発生した「幼稚園バスジャック事件」で彼の実力を目の当たりにして以来、良好な関係へと変化。初対面時に姿から「スケバンみたい」と揶揄された攻撃的な性格は鳴りを潜め、次第に女性らしくなっていったが以降も取り調べなどで往時の荒々しさが出ることもあり、姿や課長から「嫁の貰い手がない」と呆れられている。また、姿とコンビを組んでから森本も「押忍」を多用するになった。
姿には及ばぬものの彼に追従可能なほど身体能力が高く、特に剣道に関しては姿をも凌ぐ腕前を披露している。射撃やバイクの運転技術にも長け、果ては戦闘機の操縦までこなす。また、姿が催眠効果のある装置を歯の1つに埋め込まれたときは、彼の顎に強烈な右ストレートを放ちその歯だけを折るという荒業も見せた。
一婦警とは思えぬポテンシャルの高さを示す一方で、著名な外国人スターに黄色い歓声を上げるなど、ミーハーな側面も描かれている。
姿の陰に隠れて目立たないが、森本も頻繁に拳銃を交換しており、オートマチック・タイプを使用することもあったが、最終的には357パイソンが愛用銃の座に就いている。
毎回のように髪型が変わるのが特徴で、中でもポニーテールや聖子ちゃんカットであることが多かった。
滝藤悪太郎率いる暴力団組織の襲撃により重傷を負い入院するが、姿の身を案じて悪太郎に追い詰められた彼の元へと駆けつける。その際、姿を庇って凶弾に貫かれ殉職。
老刑事
姿・森本の同僚で、本名は不明。小太り体型に白髪・無精ヒゲ交じりと一見、冴えない風貌が特徴だが、現場ではベテランらしく陣頭指揮を取る。また、あらかじめ姿に関する資料へ目を通していたため、実際に対面する以前から彼が只者ではないことを察していた。回を重ねるごとに出番や台詞が減っていき、「忍者部隊"影"事件」を最後に特に理由も無くフェードアウトする。
以降、第1部終了まで特捜班は3人体制の部署として描かれることとなる。
特捜班課長
姿・森本の上司で、名前は不明。マスコミからは「鬼の課長」と恐れられている。
課長職ではあるが率先して電話を取ったり、訪れる人の対応を行うなど部下任せにしない（できない）行動する管理職の典型的人物として描かれ、美術品の警護任務や暴力団一斉摘発など、直接現場で陣頭指揮を取ることもある。
短気かつ神経質な印象で、事件の掲載された新聞を激昂して破り捨てたり、犯行声明文を流したカセットデッキを床に叩きつけるなど、何かと物に当たる様が多く描かれていた。
銃を頻繁に交換する姿にイラついたり、暴走族の若者の暴言に激怒して殴りかかるなど気の短い面も多いが、一方で問題の多い姿・森本の両名をコントロールしていた有能な統率者でもあり、暴走ハンターに敗れ重傷を負った姿が病院を抜け出すことを見越してバイクを差し入れたり、TV局ぐるみで挑発する早撃ちチャンプからの挑戦を受けるよう姿に檄を飛ばすなど、小言が絶えないながらも彼らの良き理解者であった。
滝藤悪太郎配下のチンピラが、出前を装って持ち込んだ爆弾の爆発に巻き込まれ殉職。
城東署署長
恰幅が良く、有無を言わせぬ威圧感を与えるキャラクター。
「警察犬殺害事件」の捜査会議では老警察犬カイザー号と共に囮役を志願する姿からの提案に難色を示すものの、彼の気概を認め特別任務を与える度量の大きさを見せたが、課長が犠牲となった「特捜班襲撃事件」では一転、世論を気にする狭量な人物として描かれている。マフィアからの報復を恐れ、滝藤悪太郎への一切の捜査を打ち切ろうとする署長の事なかれ主義に激昂した姿は、彼の机上へ警察手帳を叩きつけ城東署を去ることとなった。
二ノ宮 竜吉（にのみや たつきち）
自称「八丁堀署の名物男、ケンカ屋竜（たつ）」、または「八丁堀署のドゥーワップボーイ」。
十手を用いた捕縛術を得手とし、全身のいたる所に十手専用のホルスターを装着。大小さまざまなサイズのものを状況に応じて使い分ける。なお、この十手はマグナム弾の直撃にも傷ひとつつかない驚異的な耐久力を誇る。
江戸時代の目明し同様、頭と足を使った捜査が信条で、拳銃やバイクを多用する姿とはソリが合わなかったが、後に再登場を果たした時には関係も改善されていた模様で、姿からは「かけがえのない刑事友（デカダチ）だ」と評価されている。
森本に一目惚れし言い寄るが、「ガニ股は嫌いなの」と一蹴される。しかし挫けることなく、再登場時にはタキシードに身を包み、花束まで持参して森本を訪ねてきた。
お調子者で役立たずな印象も強いが、十手捌きと俊敏な動きを併合した捕縛術は超一流。
ジョニー
「ニューヨーク激闘編」PART1のみに登場した黒人警官。ハーレム地区の所轄警察署に所属し、武器密輸ルートの手掛かりを求めて訪米した姿と一時的な相棒関係を築く。
「用心するに越したことは無い」がポリシーで、捜査活動の際には常に防弾チョッキを着用。「いつ飲んでも不味いコーヒー」を愛飲する癖がある。
初対面時に「ゴリラだ」と名乗った姿を「イエローモンキー」と揶揄するが、同時に自身のことすら「ニグロ」と卑下するなど斜に構えた性格の持ち主で、同僚として警察内部に潜り込んでいた組織のスパイを躊躇無く射殺する非情さも併せ持つ。しかし根は姿に劣らぬ熱い正義漢であり、組織の罠に掛かって窮地に陥った姿を、体を張って救出している。
以来、姿とは意気投合。後に自身が組織に拉致された際には逆に救出され、正式な姿の相棒となるキャサリンを紹介した。
キャサリン
ニューヨーク市警察の女性刑事で、「ニューヨーク激闘編」における姿の相棒。ブロンド・ヘアが特徴で、初対面時に姿の頬へと挨拶代わりのキスを送り、彼を大いに狼狽させた。
姿の窮地にスケボーを差し入れてフォローしたこと以外、相棒らしい見せ場が無いまま出番を終えている。
野上 ジュン（のがみ ジュン）
影の警察隊「シャドウ」における姿の同僚。
容姿は森本に瓜二つで、当初は姿も狼狽したほど。森本とは警察学校で先輩・後輩の間柄らしいが、詳細は語られていない。髪型はショートカットのみで、ボーイッシュな印象である。
「シャドウ」が所持する特殊装甲車のドライバーを担当し、同車に実装された電波探知機やマシンガンなどの特殊装備の操作も行う。また、ロープ付きの手錠を投げ縄の如く用いる逮捕術を会得している。
姿が成田空港から出国する直前、偶然TV中継でジュンの窮地を知り森本の最期を重ね合わせたことが、虚脱状態から再起するきっかけとなった。
最終回で無差別テロバイク団の銃撃に遭い、瀕死の重傷を負う。直ちに警察病院へ搬送されるが、長時間に及ぶ手術の甲斐も無く殉職。
Mr.シャドウ
影の警察隊「シャドウ」を率いる指揮官。一般警察が手を出せない巨大な事件に対応する。
長髪、口髭、サングラスといった出で立ちの謎めいた男。
姿をスカウトし、彼とジュンを実行部隊として革命組織のテロ対応や国際犯罪へあたらせる。
スカウトする以前から姿の刑事としての実力を高く評価していたようで、革命組織による脅迫事件では姿が解決に導く事を最後まで固く信じ続け、焦燥のあまり自衛隊の介入を指示しようとする警視総監を説き伏せた。

## 主な犯罪者
山崎（やまざき）
「暴力団"大竜組"事務所爆破事件」の実行犯。組長である大竜剛造の命を執拗に狙う。
その素顔は元プロ野球選手であり、高校時代には姿とバッテリーを組んで母校を優勝に導いた過去を持つ。プロ転向後、大竜が仕組んだ野球賭博に巻き込まれ永久追放処分を受けたことで、手榴弾を用いて大竜への復讐を決意する。
凶行を喰い止めるべく必死の説得を行う姿だったが、最後は涙ながらに山崎を射殺した。
コマンド部隊
4名の構成員から成る私設軍隊。「無力な正義は不必要」という理念の下、現行法で裁ききれぬ巨悪を潰すべく決起。戦車やヘリコプターを駆使して、独自の「正義」を行使する。
彼らの活躍はマスコミを賑わし市民からも絶大なる支持を得るが、人質の命すら厭わぬ独善ぶりは姿の怒りを招き、やがて両者は激突。最期は戦車の砲口に44マグナムを撃ち込まれ、誘爆して全滅する。
ブラックポルシェ
黒塗りのポルシェ935/78を駆って、スーパーカーへ狙いを絞り犯行を重ねる。
その正体は、「世紀の天才」と賞されたF1ドライバーとしての過去を持つ寡黙な白バイ隊員・西城春彦。かつての栄光に固執する西城にとって、稚拙なテクニックで高性能車を乗り回す若者は憎悪の対象でしかなかった。壮絶な追跡劇の果て、姿と森本の連携の前に敗れる。大破した935/78は、44マグナムの連射で焼却処分にされた。
宝石強盗のボス（仮称）
「人の物はおれの物。おれの物もおれの物。」というジャイアニズム発言をした宝石強盗のボス。姿にマグナムを撃たせないためにガスタンク地帯に逃げ込んで抵抗するが、竜との連携により御用となった。
暴走ハンター
かつて偶然前を走っていたというだけで後続の暴走族に集団リンチを受けた事があり、暴走族を憎んでいる。その復讐心から、超絶的なバイクテクニックを駆使し、次々と暴走族を血祭りにあげる武装ライダーと化した。姿は「暴走族がこの世からいなくなるのはありがたいが、法を犯している事に変わりはない」と検挙に向かう。
初戦で姿の右手を潰し、全治二か月の重症を負わせるも、再戦ではジャンプ時の隙を突かれ敗北。最終的に敗れはしたが、姿を病院送りにした凶悪犯は全話通しても暴走ハンターのみである。
リン・シャオルン
日本進出を狙う香港マフィアの尖兵として送り込まれたカンフー使い。2名の配下と共に東京中の空手道場を荒らし回り、計画の障害となる姿に挑戦状を突きつける。
常人の目には捉えられないスピードで数々の技を放つ。中でも、超高速で繰り出した正拳突きによる衝撃波で、触れること無く対象物を粉砕する「超波拳」が最大の武器である。
圧倒的な実力差で姿を追い詰めるが、身に着けていた武具が思わぬ結果を招くこととなった。
ジャック・クラントン
1881年に起きたいわゆる「OK牧場の決闘」で、保安官ワイアット・アープに射殺されたクラントン一家の子孫。祖先の復讐を誓い、怨敵アープの愛用銃であるバントライン・スペシャルの所有者を次々と殺害。「最後の1丁」を持つ姿を狙って、日本に上陸する。
驚異的な牽引力を誇るウィンチを備えた特殊ジープと、バズーカ砲を武器に姿を苦しめるが、オプションパーツでライフル仕様に換装したバントラインの一撃に敗退した。
SWATリーダー
「ニューヨーク激闘編」PART2、及びPART3に登場した特殊装備戦術隊SWATの部隊長。
任務の完遂を最優先とし、人質を犯人もろとも射殺することに何の躊躇も見せない非情な男。その、警官とは思えぬ人命軽視の方法論と傲慢さに姿は激怒し、再度発生した人質篭城事件では、SWATの虚を突く奇策で事件を解決に導いた（PART2）。
面子を潰されたリーダーは、姿への復讐を誓い警察を辞職。武器密輸組織のボスと手を組み姿の命を狙う。後にボスを殺害し組織の運営資金を強奪したリーダーは、完全武装で「自由の女神像」頭部展望台に陣取り姿と対決するが、一矢報いることなく射殺された（PART3）。
滝藤 悪太郎（たきふじ あくたろう）
姿に正当防衛で射殺された暴力団「神輪会」組長・滝藤の息子。額には「悪」という入れ墨がある。また、右手の肘下以下がマシンガンになっている。
マフィアの方法論を吸収すべくアメリカに滞在していたが、実父の訃報を知り直属の部下である殺し屋「切り裂きジョー」を伴い緊急帰国し、同時に「神輪会」2代目組長に就任。マフィアの絶大なる組織力を背景に全国の暴力団を掌握し、姿への復讐を果たすべく行動を開始する。
城東署襲撃により課長を殺害し、森本を病院送りにしたことで特捜班を壊滅状態に追い込んだ悪太郎は、姿を完全に孤立させるためジョーに森本の暗殺を命じ、自身は姿との決闘に臨む。
隠し武器である右腕のマシンガンで丸腰の姿を追い詰めるが、ジョーを倒し自分の愛銃を持って救援に駆けつけた森本が盾となり、姿の抹殺に失敗。
犠牲となった森本の死に激怒した姿に、額の「悪」の字を狙われ射殺された。
D国外交官
「外国人連続射殺事件」の捜査線上に浮かんだD国の駐日大使。片眼鏡を愛用している。
第二次世界大戦中、シュビッツ捕虜収容所にてユーヤ人大量虐殺を行った戦争犯罪人としての過去を持つ。
自身に復讐するため、日本に集結していた収容所の元・囚人達を殺し屋に命じ、秘密裏に葬っていた。その後、事情聴取に訪れた姿とジュンを大使館内に招き入れ、自身が一連の事件を引き起こしていた主犯格であることをあっさりと認め、その上で外交官特権を盾に法律上、外交官への逮捕権を持たぬ日本警察を嘲笑し、姿を激怒させる。
邪魔者を一掃したことで本国に帰国しようとする大使は、空港に現れた姿を更に挑発し勝ち誇るが、その瞬間に殺し屋の追跡を免れていた生き残りの元・囚人により心臓を撃ち抜かれ絶命する。元・囚人は復讐を成し遂げたことに涙しつつ無抵抗のままジュンに逮捕され、姿は彼を無言で見送った。
無差別テロバイク団（仮称）
突如として街を襲った武装暴走族。特殊改造を施したバイクを駆り、全員がガスマスクやキャッチャーマスクなど、フルフェイス型のマスクを着用。その素顔は判別できない。
銃砲店を襲撃し大量の猟銃やライフルを強奪した彼らは、通行中の母子を無慈悲に轢殺。追跡してきた姿とジュンに対しても口々に「死刑だー！」と叫び、ゲーム感覚で銃撃戦を展開。姿へ反撃のチャンスを与えるべく囮になったジュンを銃撃し、死に至らしめた。
その後も我が物顔で街を蹂躙し続けるが、修羅と化した姿との凄絶な銃撃戦の果てにバイクのガソリンタンクを撃ち抜かれたことで団員は全員爆死。唯一生き残ったリーダーも憤怒の姿から逃げ延びることは叶わず、対向車線を走ってきたタンクローリーもろとも木っ端微塵に吹っ飛んだ。

## 書誌情報
- コミックパーク・コロコロコミックアーカイブズにて2009年4月に復刊。ただし2022年9月20日をもってコミックパークは閉鎖。